# Carpoxylon macrospermum
Carpoxylon es un género con una única especie de plantas con flores perteneciente a la familia  de las palmeras (Arecaceae): Carpoxylon macrospermum,  es endémica de Vanuatu.

## Historia
Descrita por primera vez en 1875 a partir de los frutos que se encontraron en la isla de Aneityum en Vanuatu (Nuevas Hébridas), Carpoxylon macrospermum permaneció ignorada más de cien años antes de su redescubrimiento final en 1987 en Espíritu Santo, en el mismo grupo de islas. 

## Descripción
Es una palmera que alcanza un tamaño de 20 m de altura y 35 cm de diámetro. La corona llena de hojas  recurvadas, con forma de V acentuada en la sección transversal, es sostenida por un capitel largo, robusto y verde.

## Taxonomía
Carpoxylon macrospermum fue descrita por H.Wendl. & Drude y publicado en Linnaea 39: 177 1875.
Etimología
El nombre del género deriva de las palabras griegas Karpos - frutas, y xylon - madera, refiriéndose al endocarpo leñoso. ( J. Dransfield et al 2008. )
macrospermum: epíteto griego que significa macro = "grande" y spermum = "semilla".